# Omiosia fusipennana
Omiosia fusipennana là một loài bướm đêm thuộc phân họ Arctiinae, họ Erebidae.